# Calluella minuta
Calluella minuta és una espècie de granota de la família Microhylidae que viu a Malàisia.
Està amenaçada d'extinció per la pèrdua del seu hàbitat natural.